# Conference Cup
La Conference Cup, es un trofeo de carácter oficial que se otorga desde 1996 -cuando la Major League Soccer inició su primera temporada-, al campeón de cada Conferencia -Este y Oeste-, en el torneo eliminatorio anual de postemporada de playoffs de la (MLS), primera división del fútbol en los Estados Unidos y Canadá.
La MLS Cup, el partido por el campeonato de liga, es el último partido de la MLS, entre los campeones de Conferencias.
Según el formato actual adoptado para la temporada 2023, 18 equipos se clasifican para el torneo según el total de puntos de la temporada regular: los nueve equipos mejor clasificados de la Conferencia Este y de la Conferencia Oeste.

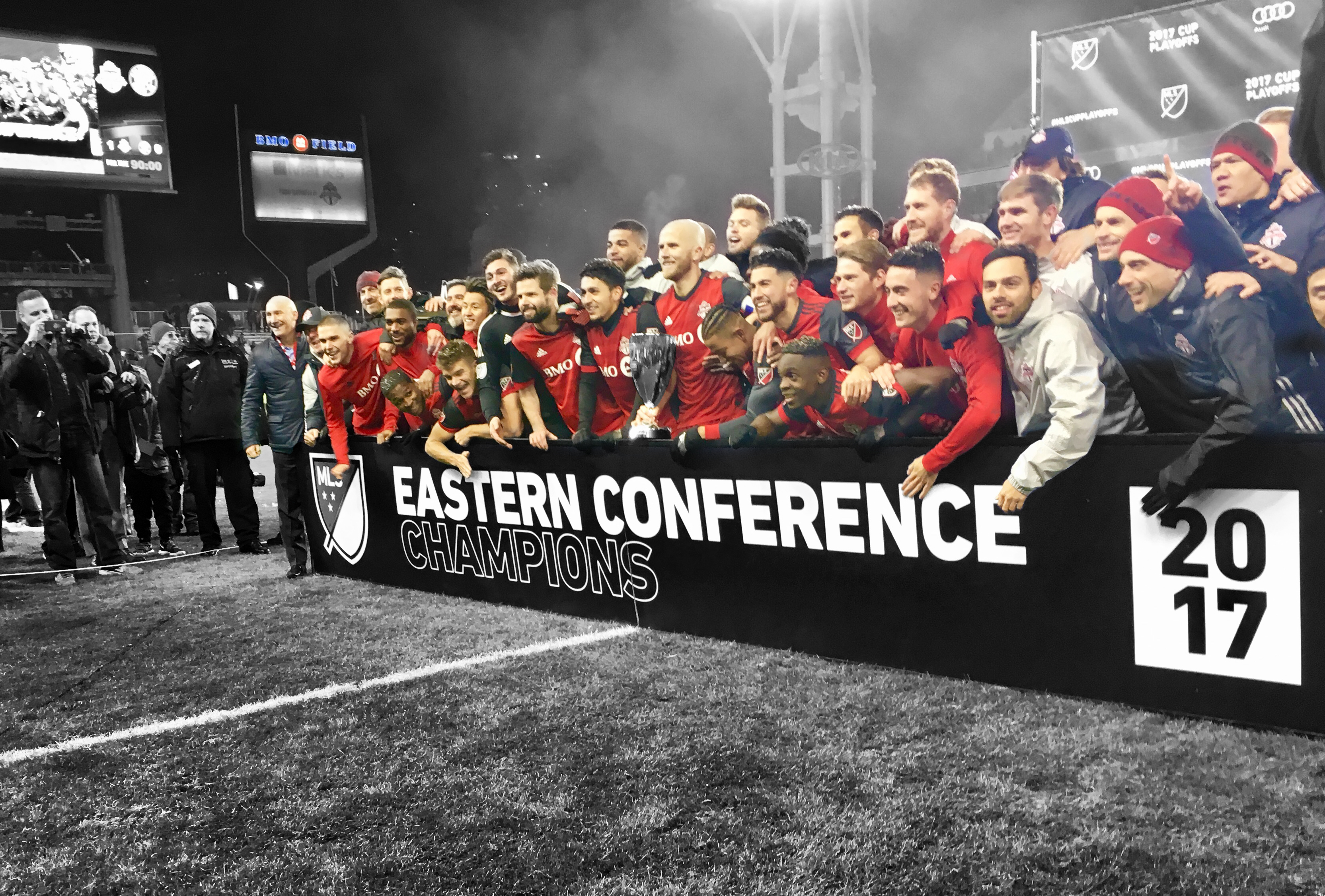
Toronto FC campeón de la Conferencia Este de la MLS 2017.

## Campeones de cada Conferencia (MLS playoffs)
| Temporada | Equipo                 |
| --------- | ---------------------- |
| 1996      | Los Angeles Galaxy     |
| 1997      | Colorado Rapids        |
| 1998      | Chicago Fire           |
| 1999      | Los Angeles Galaxy     |
| 2000      | -                      |
| 2001      | -                      |
| 2002      | Los Angeles Galaxy     |
| 2003      | San Jose Earthquakes   |
| 2004      | Kansas City Wizards    |
| 2005      | Los Angeles Galaxy     |
| 2006      | Houston Dynamo F. C.   |
| 2007      | Houston Dynamo F. C.   |
| 2008      | New York Red Bulls     |
| 2009      | Los Angeles Galaxy     |
| 2010      | F. C. Dallas           |
| 2011      | Los Angeles Galaxy     |
| 2012      | Los Angeles Galaxy     |
| 2013      | Real Salt Lake         |
| 2014      | Los Angeles Galaxy     |
| 2015      | Portland Timbers       |
| 2016      | Seattle Sounders F. C. |
| 2017      | Seattle Sounders F. C. |
| 2018      | Portland Timbers       |
| 2019      | Seattle Sounders F. C. |
| 2020      | Seattle Sounders F. C. |
| 2021      | Portland Timbers       |
| 2022      | Los Angeles F. C.      |
| 2023      | Los Angeles F. C.      |
| 2024      | Los Angeles Galaxy     |

| Temporada | Equipo                 |
| --------- | ---------------------- |
| 1996      | D. C. United           |
| 1997      | D. C. United           |
| 1998      | D. C. United           |
| 1999      | D. C. United           |
| 2000      | -                      |
| 2001      | -                      |
| 2002      | New England Revolution |
| 2003      | Chicago Fire           |
| 2004      | D. C. United           |
| 2005      | New England Revolution |
| 2006      | New England Revolution |
| 2007      | New England Revolution |
| 2008      | Columbus Crew          |
| 2009      | Real Salt Lake         |
| 2010      | Colorado Rapids        |
| 2011      | Houston Dynamo F. C.   |
| 2012      | Houston Dynamo F. C.   |
| 2013      | Sporting Kansas City   |
| 2014      | New England Revolution |
| 2015      | Columbus Crew          |
| 2016      | Toronto F. C.          |
| 2017      | Toronto F. C.          |
| 2018      | Atlanta United F. C.   |
| 2019      | Toronto F. C.          |
| 2020      | Columbus Crew          |
| 2021      | New York City F. C.    |
| 2022      | Philadelphia Union     |
| 2023      | Columbus Crew          |
| 2024      | New York Red Bulls     |